# Мосс, Марлоу
Марджори Джевел «Марлоу» Мосс (англ. Marjorie Jewel "Marlow" Moss, 29 мая 1889 — 23 августа 1958) — британская художница-конструктивистка, работавшая в живописи и скульптуре.

## Биография
Мосс родилась 29 мая 1889 года в Килберне (Лондон). Была дочерью Лайонела и Фанни Мосс. Обучалась в Школе изящных искусств Святого Иоанна, в Школе изящных искусств Феликса Слейда и в Académie Moderne.
В детстве музыка была её единственным большим интересом, но её музыкальные занятия были прерваны на годы из-за заболевания туберкулёзом. Позднее Мосс обратила своё внимание на балет. Около 1919 года она сменила своё имя (с Марджори) и стала использовать мужской внешний вид. Это было вызвано «шоком эмоционального характера» и отказом от учёбы на Слэйде, дабы поселиться в уединении в Корнуолле.
Мосс была ученицей Фернана Леже и Амеди Озенфанта в Академии Модерна. Она была творчески близка с Питом Мондрианом, и они взаимно влияли на использование друг другом двойной линии. Была одной из основательниц ассоциации Abstraction-Création и единственной британской художницей, представленной во всех пяти ежегодниках, опубликованных группой.

В начале Второй мировой войны Мосс покинула Францию, чтобы жить возле бухты Ламорна в Корнуолле, изучая архитектуру в школе искусств Пензанса. Всю оставшуюся жизнь она жила и работала в Корнуолле, часто посещая Париж. Соседка в Ламорне описала её как «прекрасную детскую душу», которая дарила всем детям деревни рождественский подарок. Соседка вспоминала, что когда ребёнок заглядывал в её студию, чтобы посмотреть, как она рисует, то: 
 … мы бы увидели, как она расхаживает взад и вперед, расхаживает, расхаживает. И потом она рисовала прямую линию. В её работе были только прямые и кубы. Затем она снова ходила взад и вперед, а после рисовала квадрат. 
 Индивидуальные выставки её работ были организованы Эрикой Браузен в Ганноверской галерее в Лондоне в 1953 и 1958 годах. Другие выставки проходили в музее Стеделийк в Амстердаме в 1962 году и в ратуше Миддлберга весной 1972 года.
Мосс скончалась 23 августа 1958 года в Пензансе.

## Коллекции
Работы Мосса находятся в собрании Музея Израиля, Музея Креллера-Мюллера, Художественного музея Ден Хааг, Музея современного искусства и Музея Стеделийк в Амстердаме .